# Protein C
Protein C är ett protein som finns i blodplasman. I sin aktiva form, aktivt protein C (APC), reglerar det blodkoaguleringeringen. Detta sker genom att APC klyver faktor V och faktor VIII i koagulationskaskaden, vilket leder till att protrombin inte kan omvandlas till trombin och koaguleringen hämmas. Brist på protein C innebär trombofili med ökad risk för blodpropp. Förvärvad brist av protein C förekommer vid exempelvis leverskada, vitamin K-brist samt behandling med vitamin K-antagonister (exempelvis warfarin). Hereditär brist kan orsakas av flera olika kända mutationer, där homozygot brist är mycket ovanlig men som obehandlad ger livshotande skador.